# Bürchen
Bürchen es una comuna suiza del cantón del Valais, situata en el semi-distrito de Raroña occidental. Limita al norte con la comuna de Raron, al este con Visp y Zeneggen, al sur con Törbel, y al oeste con Unterbäch.